# Quận Mecklenburg, North Carolina
Quận Mecklenburg là một quận nằm ở tiểu bang Bắc Carolina. Năm 2008, quận có dân số 902.803 người, Quận lỵ đóng ở Charlotte. Đây là quận đông dân nhất bang này.
Quận Mecklenburg được lập năm 1762 từ phần phía tây của quận Anson. Quận được đặt tên theo Mecklenburg-Strelitz.
Năm 1768 phần quận Mecklenburg phía tây sông Catawba đã trở thành quận Tryon. 
James Knox Polk, tổng thống thứ 11 của Hoa Kỳ sinh ra ở đây năm 1795.

## Địa lý
Theo Cục điều tra dân số Hoa Kỳ, quận có tổng diện tích 546 dặm Anh vuông (1.415 km²), trong đó, 526 dặm Anh vuông (1.363 km²) là diện tích đất và 20 dặm Anh vuông (52 km²) trong tổng diện tích (3,65%) là diện tích mặt nước.

### Đô thị
Quận Mecklenburg có 7 đô thị, bao gồm thành phố Charlotte và các thị trấn Cornelius, Davidson, và Huntersville (phía bắc Charlotte); và các thị trấn Matthews, Mint Hill, và Pineville (nam và đông nam Charlotte).

### Thành phố và thị trấn
- Charlotte
- Cornelius
- Davidson
- Huntersville
- Matthews
- Mint Hill

### Các quận giáp ranh
- Quận Iredell, Bắc Carolina - Bắc
- Quận Cabarrus, Bắc Carolina - Đông bắc
- Quận Union, Bắc Carolina - Đông nam
- Quận Lancaster, Bắc Carolina - Nam
- Quận York, Bắc Carolina - Tây nam
- Quận Gaston, Bắc Carolina - Tây
- Quận Catawba, Bắc Carolina - Tây bắc
- Quận Lincoln, Bắc Carolina - Tây bắc

## Thông tin nhân khẩu
Theo cuộc điều tra dân số2 tiến hành năm 2000, quận này có dân số 695.454 người, 273.416 hộ, và 174.986 gia đình sinh sống ở quận. Mật độ dân số là 1.322 người trên mỗi dặm Anh vuông (510/km²). Có 292,780 đơn vị nhà ở với một mật độ bình quân là 556 trên mỗi dặm Anh vuông (215/km²). Cơ cấu chủng tộc của dân cư sinh sống tại quận này gồm 64,02% người da trắng, 27,87% người da đen hoặc người Mỹ gốc Phi, 0,35% người thổ dân châu Mỹ, 3,15% người gốc châu Á, 0,05% người các đảo Thái Bình Dương, 3,01% từ các chủng tộc khác, và 1,55% từ hai hay nhiều chủng tộc. 6,45% dân số là người Hispanic hoặc người Latin thuộc bất cứ chủng tộc nào.
Có 273.416 hộ trong đó có 32,10% có con cái dưới tuổi 18 sống chung với họ, 47,70% were married couples living together, 12,40% có một chủ hộ là nữ không có chồng sống cùng, và 36,00% là không gia đình. 27,60% trong tất cả các hộ gồm các cá nhân và 5,90% có người sinh sống một mình và có độ tuổi 65 tuổi hay già hơn. Quy mô trung bình của hộ là 2,49 còn quy mô trung bình của gia đình là 3,06,
Phân bố độ tuổi của cư dân sinh sống trong huyện là 25,10% dưới độ tuổi 18, 9,70% từ 18 đến 24, 36,40% từ 25 đến 44, 20,30% từ 45 đến 64, và 8,60% người có độ tuổi 65 tuổi hay già hơn. Độ tuổi trung bình là 33 tuổi. Cứ mỗi 100 nữ giới thì có 96,50 nam giới. For every 100 nữ giới có độ tuổi 18 và lớn hơn thì, có 93,60 nam giới.
Thu nhập bình quân của một hộ ở quận này là $50.579, và thu nhập bình quân của một gia đình ở quận này là $60.608, Nam giới có thu nhập bình quân $40.934 so với mức thu nhập $30.100 đối với nữ giới. Thu nhập bình quân đầu người của quận là $27,352, About 6,60% gia đình và 9,20% dân số sống dưới ngưỡng nghèo, bao gồm 11,50% những người có độ tuổi 18 và 9,30% là những người 65 tuổi hoặc già hơn.

## Đại học, cao đẳng
- Đại học North Carolina tại Charlotte
- Charlotte School of Law
- Davidson College
- Queens University of Charlotte
- Central Piedmont Community College
- Đại học Johnson & Wales
- Đại học Johnson C. Smith